# Otto Küpferling
Otto Küpferling va ser un ciclista alemany, que va prendre part en quatre proves dels Jocs Intercalats i va aconseguir la medalla de bronze en la de tàndem fent parella amb Karl Arnold, per darrere dels britànics Johnnie Matthews i Arthur Rushen, i dels germans Max i Bruno Götze.

## Palmarès
- 1905
  -  Campió d'Alemanya en Velocitat